# Mark Thalfang

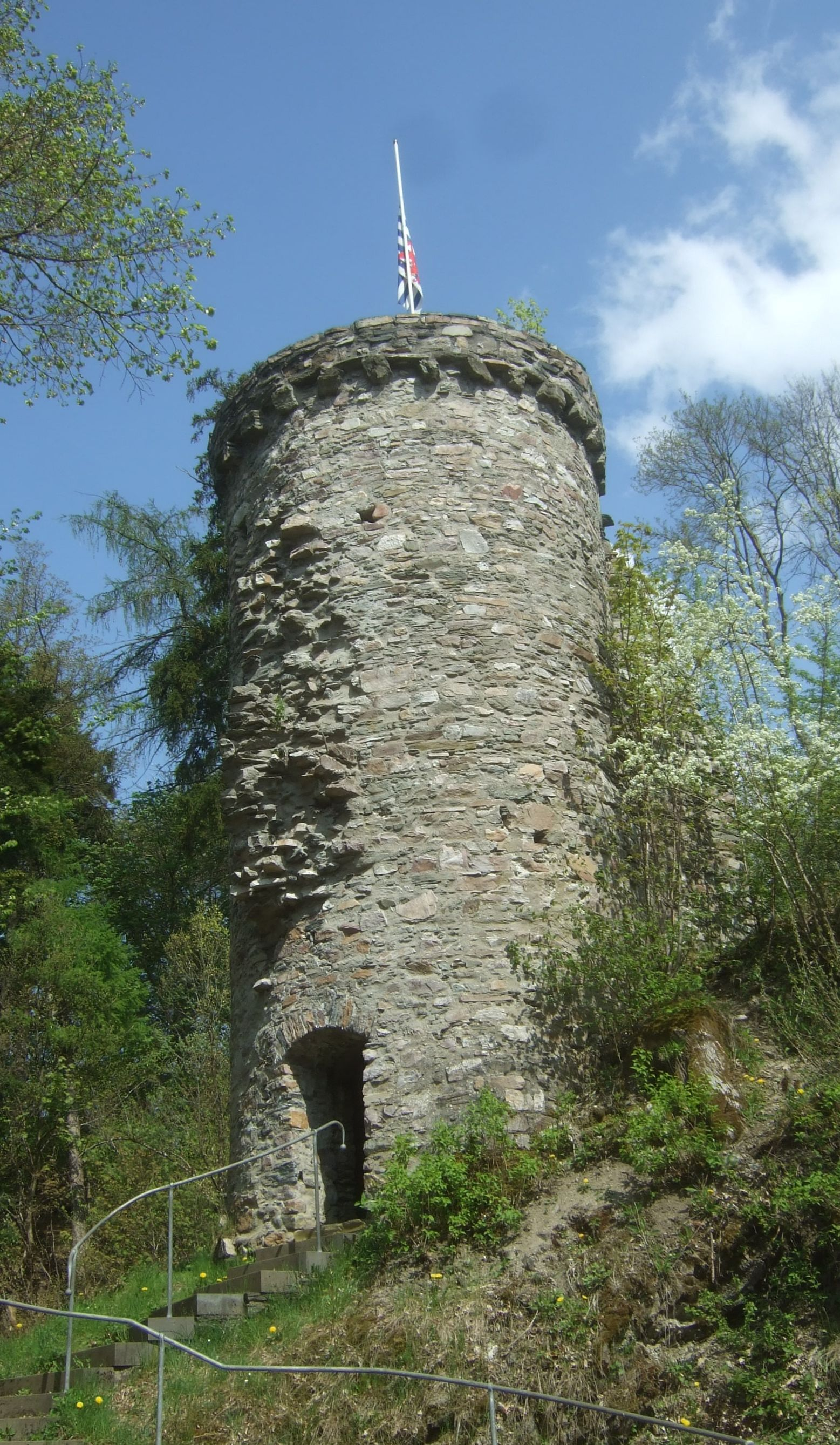
Burg Dhronecken

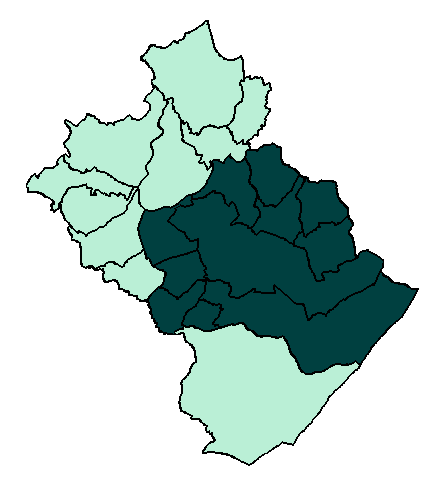
Orte der Mark

Die Mark Thalfang war ein Verwaltungsbezirk im Trierer Land seit 1112 und bestand aus den Dörfern Thalfang, Bäsch, Burtscheid, Deuselbach, Dhronecken, Etgert, Gielert, Hilscheid, Immert, Lückenburg, Rorodt und Talling in der heutigen Verbandsgemeinde Thalfang am Erbeskopf im Landkreis Bernkastel-Wittlich, Rheinland-Pfalz.
Auch Prosterath gehörte zeitweise dazu, sowie die Dörfer Gospert und Röderbach, die ausgestorben sind. Die Mark Thalfang aus dem hohen Mittelalter ergab zu Beginn des 14. Jahrhunderts das Amt Tronecken (Amt Dhronecken). Nachgewiesen sind die Amtsleute Berchram von Budenberg (1373), Simon von Rüdesheim (1427) und Claus von Kellenbach (1495).
Das Amt hatte seinen Sitz auf der Burg Dhronecken und bestand bis zur Eroberung des linksrheinischen Gebietes durch Frankreich. Der Einmarsch der Franzosen in der Mark Thalfang erfolgte am 8. Oktober 1794. Die französischen Eroberer gliederten 1798 das linksrheinische Gebiet in Départements und Cantone und danach im Jahre 1800 in Mairien (Bürgermeistereien) als unterste staatliche Verwaltungseinheiten. Die Mark als Verwaltungseinheit wurde aufgelöst. Aus ihrem Gebiet und kurtrierischen Gebietsteilen entstanden zwei Mairien, und zwar Thalfang und Talling.
Zur Mairie Thalfang gehörten die Mark-Gemeinden Thalfang, Bäsch, Burtscheid, Dhronecken, Deuselbach, Etgert, Hilscheid, Immert und Rorodt sowie die Gemeinde Malborn, die außerhalb der Mark lag.
Die Mairie gehörte zum Kanton Hermeskeil im Arrondissement de Birkenfeld des Saardepartements.
Zur Mairie Talling gehörten die Mark-Gemeinden Talling, Gielert und Lückenburg sowie die Gemeinden Berglicht, Neunkirchen und Schönberg von außerhalb der Mark.
Die Mairie gehörte zum Kanton Büdlich im Arrondissement de Trèves des Saardepartements.
Diese Verwaltungsgrenzen bestanden bis Anfang 1814. Nach dem Wiener Kongreß kam das Gebiet auf der linken Rheinseite zum Königreich Preußen. Die Verwaltungsgrenzen der Mairien wurden übernommen und es wurden Bürgermeistereien gebildet. Ab 1819 wurden die Geschäfte der Bürgermeister in Personalunion vom Bürgermeister der Bürgermeisterei in Thalfang wahrgenommen. Die Bürgermeisterei Talling wurde ab 1. Januar 1859 aufgelöst und ihr Gebiet mit der Bürgermeisterei Thalfang vereinigt. Die neue Bürgermeisterei Thalfang bestand somit aus 16 Gemeinden und blieb 110 Jahre bis 1969 unangetastet existent. Ab dem Jahre 1928 wurde sie als Amt und seit 1968 als Verbandsgemeinde bezeichnet.
Der Zweckverband der 12 Gemeinden verwaltet den Haardtwald, die Kindergärten und den Friedhof in Thalfang.